# Tajnikar
Tajnikar je priimek več znanih Slovencev:
- Julka Tajnikar "Falantlova", novinarka, partizanska pesnica
- Maks Tajnikar (*1951), ekonomist, univ. profesor in politik
- Matej Tajnikar, gozdar?
- Pia Tajnikar (*1985), atletinja